# Sociální učení
Sociální učení je označováno jako osvojování si komplexních způsobů chování a jednání přiměřených určité sociální situaci. Jako takové je nástrojem socializace. Sociální učení lze rozlišit na řadu dílčích druhů a forem. Tři základní formy jsou sociální posilování, nápodoba (imitace) a identifikace.

## Úvod
Sociální učení je považováno za psychologický mechanismus socializace. Lze jej definovat jako osvojování si komplexních způsobů chování a jednání přiměřených určité sociální situaci. Produktem sociálního učení jsou tedy sociální role, postoje, hodnoty, ideály apod. Sociální učení lze rozdělit na formy (druhy), které jsou spíše různými projevy jednoho komplexního děje než naprosto autonomními rozdílnými způsoby učení. Existuje i mnoho teorií sociálního učení, které se zabývají jeho ovlivněním a jevy.
Za základní formy sociálního učení jsou považovány sociální posilování, nápodoba (imitace) a identifikace. Dále pak také anticipace, asociace a observační učení. Sociální učení ve svém vlivu převažuje nad vlivem prostředí. Naučená je například i pozornost. Mezi základní zprostředkovatele socializace a subjekty ovlivňující sociální učení patří rodina, masmédia a vrstevnická skupina. Výsledkem úspěšného sociálního učení je sociální zralost.

## Teorie sociálního učení
Teorie sociálního učení je teorie procesu učení sociálního chování, která popisuje osvojení si nového chování pozorováním a napodobováním ostatních. Uvádí, že učení je kognitivní proces, který probíhá v sociálním kontextu, a může k němu dojít čistě pozorováním nebo přímým poučením. Kromě pozorování chování dochází i k učení pomocí odměn a trestů. Pokud je určité chování pravidelně odměňováno, bude s největší pravděpodobností přetrvávat. Naopak pokud je určité chování neustále trestáno, s největší pravděpodobností přestane. Tato teorie rozšiřuje tradiční teorie chování, ve kterých se chování řídí pouze posílením, zdůrazněním důležitých rolí různých vnitřních procesů učícího se jedince.
Konkrétně autory studií souvisejícími s touto teorií jsou A. Bandury a R. H. Walterese, jejichž výzkum vypovídal o vztahu mezi vývojem osobnosti a sociálním učením. Další studie provedl A. R. Cohe, který posuzoval účinek sociálních vlivů na změnu schopností. R. B. Zajonc se zabýval faktory sociální facilitace. Jeho první pokusy můžeme označit za začátek tvorby pojetí sociálních faktorů učení, ačkoli jeho následující pokusy se řadí spíše k teoretickým koncepcím. Dále Neal E. Miller a John Dollard v roce 1941 aplikovali teorii nápodoby na jevy sociálního učení. J. W. Thibaut společně s H. H. Kelleyem dopodrobna prozkoumali problematiku integrací, kooperace a skupinového řešení problému.

## Typy sociálního učení

### Sociální posilování
Sociální posilování (také podmiňování, operantní učení) je jednou z jednodušších forem sociálního učení, kdy určité chování či jednání je posíleno (odměněno) podnětem sociální povahy, což jsou různé podoby sociální akceptace. Projev akceptace má posilující účinek, protože uspokojuje sociální potřebu člověka být přijímán. Pokud po nějakém chování následuje odměna, zvyšuje se pravděpodobnost jeho opakování. Je-li reakcí trest, naopak se pravděpodobnost snižuje. Jestliže je určité chování bez odezvy, postupně se stává méně frekventovaným.
Experiment, který toto potvrzoval, prováděli Edward Lee Thorndike a Burrhus Frederic Skinner s kočkami, které zavřeli do klece. Tyto kočky musely najít páčku, která jim umožnila dostat se ven k jídlu. Po opakovaném zavření do klece si klec páčkou otevřely rychleji. Tím, že byly odměňovány potravou, se naučily otvírat si klec.

### Nápodoba
Nápodobu lze definovat jako proces, jehož základním předmětem je jev týkající se lidské činnosti, který je dále jedinci přebírán a šíří se sociálním prostředím.
Koncem 19. století termín nápodoby zpopularizoval francouzský sociolog, sociální psycholog a kriminalista Gabriel Tarde. Tarde se rozhodl nápodobu zkoumat na základě vlastní domněnky, že se jedná o opakující se jev, který je tudíž lépe vědecky uchopitelný. Považoval ji za jednu z hlavních forem sociálního působení. Zákony nápodoby popsal ve svém díle Les Lois de l'Imitation.
Podle Tarda je při nápodobě klíčový vynález. Vynálezem Tarde označuje jakékoliv inovativní jednání z oblasti lidské činnosti, které je dále napodobováno. Tarde mechanismus přejímání vynálezu vysvětluje skrze přirovnání k „vlny vyvolané kamenem vhozeným na vodní hladinu”. Součástí procesu je podle něj také opozice. Opozice je střet o to, který vynález je žádoucí napodobovat, jelikož jich existuje velké množství. Opozice se může navzájem eliminovat a dochází k novému vynálezu, či zůstane pouze silnější z nich. Tento proces se ve společenském jednání vyskytuje stále.
Tarde rozděluje nápodobu do dvou typů - typ zvyku a typ módy. Typ zvyku je formou nápodoby starého a tradičního jednání, typ módy naopak toho nejmodernějšího. Tarde tím přispěl k formulaci typologie společností rozlišením na společenství tradiční a moderní. Nápodoba nemusí být vždy vědomá, ale často probíhá podvědomě, nebo ne zcela vědomě, protože výběr obstarávají procesy mimo aktuální vědomí.

### Observační učení

Bobo panenka

Jedinec se učí dle situací kolem sebe, vnímá, jak se ostatní chovají a druzí na to reagují. Pozoruje, zda je chování okolím akceptováno, nebo naopak odsouzeno. Učí se, co je považováno v určitých situacích za vhodné a co nikoli. Pokud vidí, že za určitou činnost jsou ostatní trestáni, zařazuje ji mezi činnosti nežádoucí a tím si osvojuje formy chování.
Lze si položit otázku, jaký je rozdíl mezi nápodobou a observací. Observační učení probíhá na základě pozorování „modelové“ situace, kdy pozorující vidí i reakci na chování pozorovaného, podle toho pak chování zařazuje do svého repertoáru. Skrz observační učení se jedinec rozhoduje, zda bude chování ostatních napodobovat či nikoliv.
Známým je tzv. Bobo experiment, který prokazuje existenci observačního učení. Experimenty Alberta Bandury (který je považován za zakladatele observačního učení) a E. A. Rosse (1963) ukázaly, že děti častěji napodobují model, který v určité situaci vykazuje větší moc. Výzkum probíhal s panenkou „Bobo“ a 36 chlapci a 36 dívkami ve věku od 2 do 6 let, na kterých porovnávali úrovně agrese. Zjištěním bylo, že děti byly agresivní na panenku, pokud viděly dospělého člověka, který panenku bil.

### Identifikace
Učení identifikací má mnohé společné rysy s učením nápodobou. Opět jde o situaci, kdy jedinec přejímá chování druhého člověka. Jiný je však motiv. Při identifikaci se vybírá objekt (vzor) nápodoby, přejímán je celek, oproti učení nápodobou, kdy je přejímáno pouze určité chování. Identifikace znamená ztotožnění se a je způsobeno citovým vztahem nebo obdivem k určité autoritě, kterou jedinec napodobuje, protože by chtěl být jako ona. Identifikace je proto běžná v období dětství, kdy se dítě identifikuje s rodičem, ke kterému má citovou vazbu. Identifikace se vzorem je častá také v období puberty, kdy jsou rodiče nahrazeni jinými idealizovanými osobami.
P. Weinreich rozlišuje dva typy identifikace – empatickou a rolově-modelovou. Empatická identifikace je vnímáním identity jako pozitivní či negativní osobnostní vlastnosti. Rolově-modelová identifikace je určena idealistickým ztotožněním se s modelem, což znamená úplné přijmutí či odmítnutí vzoru.

### Anticipace
Sociální skupina (většinou rodina) či jednotlivec (kupříkladu učitelka) projevuje své určité očekávání od dítěte. Pokud bude k dítěti přistupovat pozitivně a motivovat jej k dosažení cíle, výsledek ve většině případů bude úspěšný. Například maminka říká dítěti: „Jsi šikovné, dokážeš to“. Očekávání mohou být však i negativní, v ten moment dítěti klesá motivace dosáhnout daného cíle. Například: „Nic z tebe nebude, stejně na to nemáš“.

### Asociace
Asociace probíhá nejčastěji v dětství, kdy si dítě vytváří souvislost mezi podněty a reakcemi na ně. Například: půjčím si pero, musím ho posléze vrátit. Dítě si v tomto případě spojuje fakt, že pokud si něco zapůjčí, musí to následně vrátit, nikoli si to ponechat.

## Zprostředkovatelé socializace

### Rodina
Rodina je skupina jedinců, mezi nimiž existují příbuzenské a citové vazby (úzce neformální vztahy). Patří do primární skupiny, která je odpovědná za socializaci převážně u dětí. Taktéž je to původní a nejdůležitější sociální skupina, výchovná jednotka. Dochází zde jako první k sociálnímu učení. Mimo jiné je také ekonomickou jednotkou, u které je společně užívaný majetek.

### Masmédia
Za masmédia považujeme média, které oslovují velké skupiny lidí (masy). Řadíme mezi ně například: tisk, knihy, rozhlas, televizi, internet. Informace předávané médii značně formují naše hodnoty a způsoby chování. Předávané informace mají především v případě dětí negativní dopad na jejich chovaní (vulgarismy, agresivní chování v pohádkách).

### Vrstevnická skupina
Tato skupina je v průběhu dospívání hlavním konkurentem rodiny v procesu socializace. Jedná se o skupinu vrstevníků (kamarádů), která je od rodiny odlišná názorově i svým chováním. Mohou vyznávat jiné hodnoty a jednat podle odlišných norem než těch osvojených v rodině.